# Little Girl
Little Girl ist eine Pop-Ballade von Sandra aus dem Jahr 1985.

## Musik und Text
Die Gitarre bei der Popballade spielte Hubert-Kah-Gitarrist Markus Löhr, der gegen Ende mit einem clean gespielten Solo zu hören ist. Hubert Kah und Michael Cretu übernahmen den Hintergrundgesang. Der Songtext handelt von einer jungen Frau, die frühmorgens mit dem Zug in Venedig aufbricht, wo sie sich ohne nennenswerte finanzielle Mittel aufgehalten hat, um Leonardo da Vincis Kunst anzusehen. Sie weiß, dass sie nie zurückkehren wird. Ihrem Schicksal werden die „big boys“ gegenübergestellt, die „alle gleich“ sind und keine Sorgen kennen.

## Entstehung und Veröffentlichung
Der Song wurde von Michael Cretu, Hubert Kah, Markus Löhr und Klaus Hirschburger,  letztere Bandmitglieder von Hubert Kah, geschrieben. Michael Cretu war Produzent. Little Girl wurde am 24. Februar 1986 als Single veröffentlicht, nachdem es bereits im November 1985 auf dem Album The Long Play erschienen war. Das Lied ist in der Singlefassung 3:11 Minuten lang. Die Maxifassung ist 5:09 Minuten lang. Auf der B-Seite befindet sich jeweils das Stück Sisters and Brothers. Das Singlecover, das Sandra in einem klassischen Kleid zeigt, wurde von Dieter Eikelpoth aufgenommen und von Mike Schmidt und den Ink Studios gestaltet.

## Rezeption
Das Stück erreichte die Top 40 in vielen Ländern wie Deutschland (Platz 14), Österreich (Platz 27) und der Schweiz (Platz zwölf). In Belgien (Flandern) erreichte es Platz 38. In Südafrika kam es auf Platz 24. Auch erreichte der Song hohe Positionen in den deutschen (Platz 12) und österreichischen (Platz 13) Airplaycharts.

## Musikvideo
Für Little Girl wurde Anfang 1986 in Venedig ein aufwändiges Musikvideo gedreht. Regie führte Mike Stiebel. Es beginnt damit, dass Sandra über ein Kolumbarium schlendert und vor der Gedenktafel eines Mädchens namens Angela Venezia anhält, das 1797 gestorben ist. Die Gedenktafel ist mit dem Porträt des Mädchens und einer venezianischen Maske verziert. Sandra sieht den Geist des Mädchens an einem Kanal und wird dann von ihm heimgesucht. Sie sieht ihr Bild und die Maske in einem Restaurant, einem Postkartenständer, einem Antiquitätengeschäft und anderen Orten, die sie besucht. Als der Geist des Mädchens wieder auftaucht, folgt sie ihm, wird jedoch in einen abgelegenen Innenhof gelockt, wo sie von einer Gruppe von Geistern umgeben ist, die Karnevalsmasken tragen. Erschrocken rennt die Sängerin davon und stößt in der letzten Szene wieder auf das kleine Mädchen.
Der Clip war auf Sandras VHS-Videokompilationen Ten on One (The Singles) und 18 Greatest Hits enthalten, die 1987 bzw. 1992 veröffentlicht wurden sowie auf der 2003 erschienenen DVD The Complete History.